# Мареда
Мареда (хорв. Mareda) — населений пункт у Хорватії, в Істрійській жупанії у складі міста Новиград.

## Населення
Населення за даними перепису 2011 року становило 239 осіб.
Динаміка чисельності населення поселення:

## Клімат
Середня річна температура становить 13,95 °C, середня максимальна – 27,26 °C, а середня мінімальна – -0,08 °C. Середня річна кількість опадів – 900 мм.
| Клімат поселення                              | Клімат поселення | Клімат поселення | Клімат поселення | Клімат поселення | Клімат поселення | Клімат поселення | Клімат поселення | Клімат поселення | Клімат поселення | Клімат поселення | Клімат поселення | Клімат поселення | Клімат поселення |
| Показник                                      | Січ.             | Лют.             | Бер.             | Квіт.            | Трав.            | Черв.            | Лип.             | Серп.            | Вер.             | Жовт.            | Лист.            | Груд.            |                  |
| Середній максимум, °C                         | 9,98             | 10,70            | 14,00            | 17,39            | 22,56            | 26,27            | 27,26            | 27,14            | 22,75            | 18,16            | 13,10            | 9,52             |                  |
| Середня температура, °C                       | 4,96             | 5,68             | 8,98             | 12,36            | 17,54            | 21,23            | 23,72            | 23,62            | 19,22            | 14,61            | 9,55             | 5,98             |                  |
| Середній мінімум, °C                          | −0,08            | 0,65             | 3,96             | 7,32             | 12,50            | 16,21            | 20,17            | 20,08            | 15,67            | 11,08            | 6,01             | 2,44             |                  |
| Норма опадів, мм                              | 61               | 50               | 63               | 72               | 70               | 82               | 54               | 79               | 95               | 103              | 95               | 76               |                  |
| Середньомісячна швидкість вітру, м/с          | 2.20             | 2.45             | 2.53             | 2.55             | 2.30             | 2.20             | 2.20             | 2.17             | 2.21             | 2.45             | 2.47             | 2.35             |                  |
| Середньомісячна сонячна радіація, кДж/м²·день | 4397             | 7373             | 10692            | 15294            | 19491            | 21342            | 22323            | 19084            | 14079            | 8981             | 4898             | 3741             |                  |
| --------------------------------------------- | ---------------- | ---------------- | ---------------- | ---------------- | ---------------- | ---------------- | ---------------- | ---------------- | ---------------- | ---------------- | ---------------- | ---------------- | ---------------- |
| Джерело:                                      |                  |                  |                  |                  |                  |                  |                  |                  |                  |                  |                  |                  |                  |